# Zorzines minosina
Zorzines minosina är en fjärilsart som beskrevs av Inoue 1992. Zorzines minosina ingår i släktet Zorzines och familjen nattflyn. Inga underarter finns listade i Catalogue of Life.